# Museo civico archeologico Torrione la Rocca
Il torrione la Rocca è il principale residuo della cinta muraria di Giulia, l'odierna Giulianova, che attualmente ospita la sezione archeologica dei musei civici della città. 

## Storia
Il torrione fa parte del rione della “Rocca”, posto nel punto più elevato di Giulianova e che conserva i resti della roccaforte, realizzata alla fondazione della città negli anni '70 del quattrocento da parte del duca Giulio Antonio I Acquaviva d'Aragona.
La roccaforte presentava originariamente otto torrioni circolari collegati da mura a scarpa protette da fossati, secondo gli schemi di architettura militare finalizzati a far resistere le muraglie ai colpi delle armi da fuoco.
Il torrione della Rocca è uno dei tre torrioni che sono sopravvissuti al corso del tempo, dato che il recinto murario è andato quasi interamente perduto a causa del cedimento di diversi punti della struttura, insieme al torrione di Porta Napoli e quello inglobato nella fabbrica tardo ottocentesca di Palazzo Re.
Dal 3 Marzo 2001 il torrione ospita la sede della sezione archeologica del Polo Museale Civico, dove sono conservati i reperti della città romana di Castrum Novum Piceni, fondata dai romani attorno al 290 a.C. alla foce del fiume Batinus, l’odierno Tordino, a sud della città.

## Descrizione

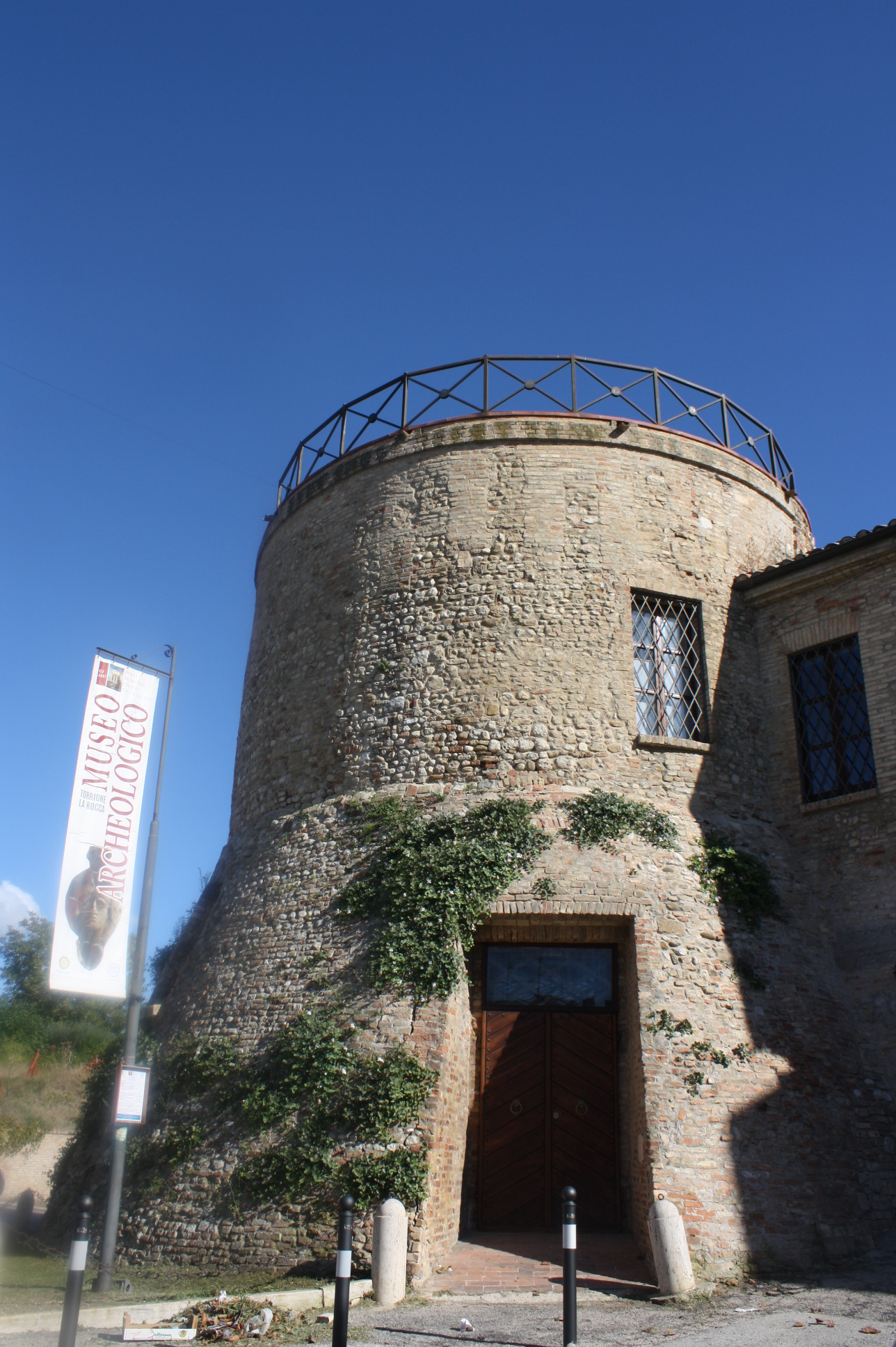
Accesso al museo archeologico

Il Torrione fu costruito in tecnica mista di pietrame e laterizio. Faceva parte di un quadrilatero irregolare di circa 200 x 270 m inclinato verso il mare, con i lati minori perpendicolari alla linea costiera ed i maggiori allungati lungo i lati del crinale. 
Come parte integrante della cinta difensiva, il torrione presenta le caratteristiche teorizzate da Leon Battista Alberti, con una base ampia e costituita da grandi pietre e con i profili inclinati, per far sì che i proiettili di artiglieria vengano deviati, superando le vulnerabilità delle strutture squadrate medievali. Da questo punto di vista, lo schema difensivo giuliese presentava tutte le caratteristiche tipiche di altre strutture abruzzesi di età aragonese.
Il torrione presentava in origine una merlatura, attualmente sostituita con una balaustra. Le aperture in laterizio, corrispondenti alle antiche feritoie, sono state realizzate quando la torre venne utilizzata come civile abitazione.
All'interno, i due ambienti circolari, con un diametro di poco più di 6 m e un'altezza di circa 5 metri, presentano due volte differenti: quella inferiore presenta una crociera centrale che si innesta con delle unghiature angolari, mentre quella superiore è a cupola.